# Parazorilispe crassicornis
Parazorilispe crassicornis là một loài bọ cánh cứng trong họ Cerambycidae.